# Bisira
Bisiragätde ou Bisira est un corregimiento situé dans le district de Kankintú, comarque Ngöbe-Buglé, au Panama. En 2010, la localité comptait 3 200 habitants.